# Rakhim Chakhkiyev
Rakhim Ruslanovich Chakhkiyev (em russo: Рахим Русланович Чахкиев, Tobolsk, 11 de janeiro de 1983) é um boxista russo que representou seu país nos Jogos Olímpicos de Verão de 2008, realizados em Pequim, na República Popular da China. Competiu na categoria pesado onde conseguiu a medalha de ouro após vencer a luta final contra o italiano Clemente Russo por pontos (4–2).